# Stara Jedlanka
Stara Jedlanka – wieś w Polsce położona w województwie lubelskim, w powiecie lubartowskim, w gminie Uścimów.
W latach 1954–1959 wieś należała i była siedzibą władz gromady Jedlanka Stara, po jej zniesieniu w gromadzie Uścimów. W latach 1975–1998 miejscowość administracyjnie należała do ówczesnego województwa lubelskiego.
Przez wieś płynie niewielka rzeczka Bobrówka. Na pograniczu Starej Jedlanki i Nowej Jedlanki znajduje się niewielkie jezioro Gumienek, popularne wśród wędkarzy.
| SIMC    | Nazwa    | Rodzaj    |
| ------- | -------- | --------- |
| 0392945 | Jedlanka | część wsi |
| 0392951 | Podleśna | część wsi |

Wieś stanowi sołectwo gminy Uścimów. Według Narodowego Spisu Powszechnego z roku 2011 wieś liczyła 350 mieszkańców.
Wierni Kościoła rzymskokatolickiego należą do parafii Parafia Niepokalanego Poczęcia NMP w Ostrowie Lubelskim.